# Portret Giulia Clovia
Portret Giulia Clovia – pierwszy portret hiszpańskiego malarza pochodzenia greckiego Dominikosa Theotokopulosa, znanego jako El Greco.
Gdy El Greco namalował portret Giulia Clovia, ten miał już siedemdziesiąt jeden lat. Był malarzem, ale głównie cenionym we Włoszech miniaturzystą, pracował dla Aleksandra Farnese, dla którego wykonał największe swoje dzieło Oficjum do Najświętszej Panny (dwadzieścia sześć miniatur o tematyce religijnej). Przybywszy do Hiszpanii na prośbę króla Filipa II zgodził się na sportretowanie przez El Greca. Znał jego talent jeszcze z Rzymu, gdzie malarz przebywał w 1569 roku i gdzie oglądał jego, zaginiony, autoportret. Z listu polecającego wiadomo, że był pod jego wrażeniem.

## Opis obrazu
El Greco zdawał sobie sprawę, iż wpływy Clovia i jego poparcie mogłoby pomóc w jego karierze malarza. Portret w półpostaci słynnego miniaturzysty maluje w stylu Tycjana, w tonacji czarno-białej na szaro-złotym tle. Antonina Vallentin w swojej monografii pt. El Greco opisała przedstawioną postać Clovia: 

Krępa sylwetka, z czaszką okrągłą jak kula, tkwiąca prawie bezpośrednio na spadzistych ramionach, szerokie kwadratowe czoło o wklęsłych skroniach, pod linią prostych brwi okrągłe, bardzo blisko osadzone oczy, prostokątna broda, ukrywająca wysunięty i zarazem swym znamionujący silną wolę podbródek. (...)Proste i ciężkie spojrzenie wyraża całą jego wiedzę o człowieku, długi opuszczony nos i usta o wargach zapewne prostych i cienkich ukazują jakąś przebiegłą mądrość.

 W lewej dłoni Clovia trzyma swoje dzieło Oficjum do Najświętszej Panny obecnie przechowywane w Morgan Library w Nowym Jorku. El Greco wiernie odwzorowuje dwie sąsiadujące ze sobą miniatury wraz z ich wyrazistą czerwienią i blaskiem złotej barwy. Palcem wskazującym drugiej dłoni model wskazuje na książkę. Z prawej strony widać otwarte okno, a za nim pejzaż z burzowymi chmurami na niebie przypominający wenecki klimat i kontrastujący z krepą sylwetką modela.
Portret bardzo wiernie odtwarzał Giulia Clovia i zyskał uznanie portretowanego. El Greco zyskał protektora, który polecił go kardynałowi Farnase jako kogoś wyjątkowego w dziedzinie malarstwa.